# Percy Egerton Herbert
Percy Egerton Herbert (15 avril 1822 - 7 octobre 1876) est un officier de l'armée britannique et un homme politique conservateur. 

## Jeunesse et éducation
Herbert est né au Château de Powis, près de Welshpool, le deuxième fils d'Edward Herbert (2e comte de Powis), petit-fils de Robert Clive, 1er baron Clive. Sa mère Lucy Graham, est la troisième fille de James Graham (3e duc de Montrose). Il fait ses études au Collège d'Eton et au Collège militaire royal de Sandhurst. 

## Carrière
Il est fait enseigne dans le 43e (Monmouthshire) Light Infantry en janvier 1840, servant avec eux dans la guerre contre le Xhosa (1851–53), l'expédition Orange River Boers et la bataille de Berea. Il devient lieutenant le 7 septembre 1841, capitaine le 19 juin 1846, major le 27 mai et lieutenant-colonel le 28 mai 1853.  
Herbert entre en politique lorsqu'il est élu pour Ludlow, sans opposition, en février 1854, occupant le siège jusqu'à sa démission en septembre 1860. Il a continué à servir dans l'armée, étant nommé quartier-maître général adjoint de la division de George de Lacy Evans de l'armée de l'Est. Il arrive en Crimée dans cette position d' état-major, recevant des blessures majeures lors de la Bataille de l'Alma et du siège de Sébastopol et servant également à la bataille d'Inkerman. Il succède à Richard Airey en tant que quartier-maître général de toute l'armée britannique du retour d'Airey en Angleterre jusqu'à l'évacuation de la Crimée. Pour ses services durant la Guerre de Crimée il est nommé aide de camp de la reine Victoria, compagnon de l'Ordre du Bain (CB) et colonel (brevet du 28 novembre 1854), et reçoit également la chevalerie des gouvernements turc, sarde et français.
Le 19 février 1858, Herbert est nommé lieutenant-colonel du 82nd Foot (Prince de Galles), rejoignant ce régiment à Kanpur le 21 avril 1858. Il commande l'aile gauche du régiment dans la campagne Rohilkhand (étant présent lors de la capture de Bareli et Shahjahanpur), puis les districts de Cawnpore et Fatehpur jusqu'au printemps 1859, et est envoyé pour poursuivre Firuz Shah et un corps de rebelles sur les rives de la rivière Jumna en décembre 1858. En septembre 1860, il quitte le Parlement pour devenir vice-quartier-maître général des Horse Guards. Il réintègre le Parlement en avril 1865 en tant que député conservateur du Sud Shropshire, occupant le siège jusqu'en février 1874. De 1865 à 1867, il est quartier-maître adjoint à Aldershot. En mars 1867, il est admis au Conseil privé et nommé trésorier de la maison dans l'administration conservatrice de Lord Derby, poste qu'il occupe jusqu'en décembre 1868, sous Benjamin Disraeli. Il est promu Major général en janvier 1868, et fait Chevalier Commandeur de l'Ordre du Bain (KCB) en 1869 et finalement promu Lieutenant général en septembre 1875. 

## Mariage et descendance
Il épouse Mary Caroline Louisa Petty-Fitzmaurice, fille de William Petty-Fitzmaurice (comte de Kerry), le 4 octobre 1860. Ils ont quatre enfants: 
- Henry Herbert (28 juin 1861 - 8 août 1865).
- George Herbert (4e comte de Powis) (1862-1952), épouse Violet Lane-Fox.
- Madeleine Herbert (28 juillet 1864-27 octobre 1957).
- Margaret Augusta Herbert (décédée le 7 juillet 1952), épouse Thomas Richard Cholmondeley (né en 1856, décédé le 7 février 1922)[2].

Herbert est décédé à The Styche, Market Drayton, Shropshire, en octobre 1876, à l'âge de 54 ans, et est enterré à Moreton Say. Lady Mary Herbert survit à son mari pendant plus de 50 ans et est décédée en septembre 1927. 